# مقاطعة سويفت (مينيسوتا)
مقاطعة سويفت (بالإنجليزية: Swift County)‏ هي إحدى مقاطعات ولاية مينيسوتا في الولايات المتحدة الأمريكية.